# Irmão Joaquim
Joaquim Francisco da Costa, depois Joaquim Francisco do Livramento, e mais conhecido como Irmão Joaquim (Nossa Senhora do Desterro, atual Florianópolis, 20 de março de 1761 – Marselha, 1829) foi um religioso franciscano brasileiro. Dedicou sua vida aos necessitados e fundou instituições assistencialistas e educativas em várias cidades brasileiras. Morreu com fama de santidade, recebeu diversas homenagens póstumas e foi incluído no rol dos heróis nacionais do Panteão da Pátria.

## Biografia
Era filho do sargento-mor e comerciante Tomás Francisco da Costa e de Mariana Jacinta da Vitória, ambos naturais da Ilha do Faial, nos Açores, que haviam se transferido para o Desterro, atual Florianópolis, na Ilha de Santa Catarina, onde fizeram fortuna e se colocaram entre as principais famílias do lugar. O casal era membro da Ordem Terceira da Penitência e Tomás Francisco foi um dos fundadores da Caridade dos Pobres e da Irmandade do Senhor dos Passos, da qual depois foi tesoureiro.
Joaquim Francisco da Costa nasceu em 20 de março de 1761 e teve sete irmãos. Teve uma educação regular nas primeiras letras e seu pai planejou fazer dele um comerciante, colocando-o desde jovem a trabalhar em sua empresa, mas já demostrava interesse pelos necessitados e o pai percebeu que ele não tinha uma vocação mercantil, removendo-o do serviço. Seu direcionamento para a vida religiosa foi incentivado pelo comissário da Ordem da Penitência. Tinha uma grande devoção por uma imagem de Nossa Senhora do Livramento entronizada em um oratório em sua residência, e em função disso adotou o nome Joaquim Francisco do Livramento.
A partir de 1779 passou a servir na Irmandade dos Passos limpando a capela, preparando os altares, cuidando da lâmpada e colaborando nos ofícios sagrados. Visitava os indigentes e os ajudava com esmolas, cuidava de enfermos, assistia os moribundos e lhes dava conforto espiritual. Amigos e parentes o aconselharam a ordenar-se sacerdote, mas julgava-se indigno. Ingressou na Irmandade de Nossa Senhora do Rosário e São Benedito, e em seguida decidiu tornar-se franciscano, viajando ao Rio de Janeiro e depois ao Porto, em Portugal, onde permaneceu até 1783. De volta ao Desterro, tendo sido frustrado em sua intenção de ser admitido na Ordem Primeira, professou como irmão leigo na Ordem Terceira de São Francisco, e após o ano probacional, foi recebido em 1784. Por volta de 1787 obteve o direito de usar o hábito de ermitão, passando a dedicar-se ao recolhimento de esmolas, viajando por várias cidades.

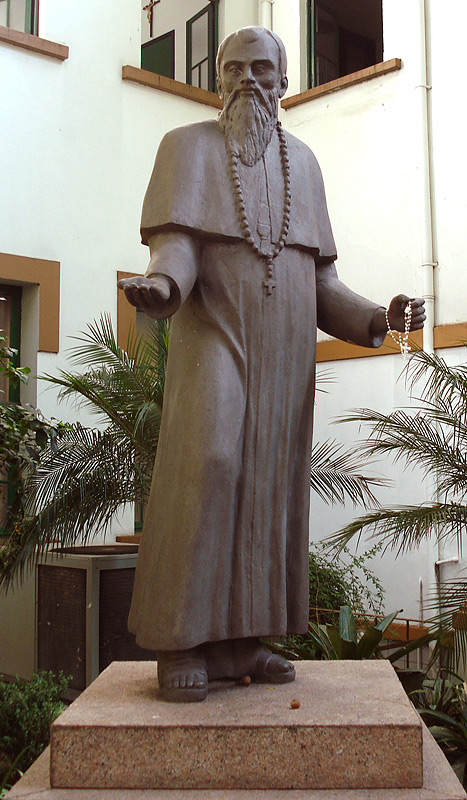
Estátua na Santa Casa de Porto Alegre

Dedicou a vida aos doentes e necessitados. Com o dinheiro de esmolas e doações, construiu em 1788 o primeiro hospital de Santa Catarina voltado à caridade, hoje denominado Imperial Hospital de Caridade, que começou a funcionar em 1789, viajando então a Lisboa para obter sua qualificação como Santa Casa de Misericórdia. Ao esmolar em Porto Alegre, idealizou a fundação de outra Santa Casa na cidade. Em 1796, ao passar por Salvador a caminho de Lisboa, constatando o grande número de meninos indigentes pelas ruas, idealizou a criação de "um hospital público e um seminário para os inocentes". Chegando à capital do reino, não obteve a licença para a obra em Salvador, mas conseguiu ser aprovada a criação da Congregação do Desagravo do Santíssimo Sacramento.
Voltando a Salvador em 1798, começou a angariar doações para o hospital, e a licença régia para a fundação chegou no ano seguinte. Com a verba das doações pretendeu iniciar uma reforma do antigo prédio do noviciado dos jesuítas, que havia sido abandonado desde 1760, mas não obteve permissão. Desta forma, Irmão Joaquim comprou uma casa, instalando nela em 1799 a Casa de Órfãos da Bahia, recebendo elogios do Capítulo Metropolitano pelo cuidado dispensado aos internos, que recebiam instrução na religião, alfabetização e treinamento em ofícios.
Em 1802, outra vez em Lisboa, obteve anuência para a fundação da Santa Casa de Porto Alegre, formalizada em 1803. Voltando à capital baiana, em 1804 foi nomeado administrador da Capela de São José do Ribamar, em 1807 foi nomeado Diretor da Casa de Órfãos, que incorporou a Capela de São José, e no ano seguinte entregou a gestão da instituição para a Arquidiocese de Salvador. A Casa de Órfãos hoje é a Casa Pia de São Joaquim.
Em Jacuecanga fundou em 1809 a Casa Pia da Santíssima Trindade, e em 1814 obteve licença para criar um seminário na mesma cidade com a herança recebida do tenente-coronel Manoel da Cunha de Carvalho, que incluía a Fazenda Jacuecanga, a capela do Santíssimo Sacramento e várias casas, além de outras sete casas localizadas em Angra dos Reis. Em Itu fundou o Seminário de Nossa Senhora do Bom Conselho em 1821, obtendo para ele uma subvenção de 200 mil réis anuais em 1823, e em São Paulo fundou o Seminário de Sant'Ana em 1824.
Morreu em Marselha, na França, em 1829, quando estava a caminho de Roma, onde pretendia recrutar professores para seus seminários. Muito admirado, sua figura ganhou aura de santidade. Segundo Marco Aurélio Martins, "Irmão Joaquim Francisco do Livramento é praticamente uma figura mitológica".

## Homenagens
Seu nome batiza o museu da Santa Casa de Porto Alegre, e uma rua em Lages. A Casa Pia de São Joaquim de Salvador instituiu a Medalha do Mérito Beneficente Joaquim Francisco do Livramento, e instalou uma herma com sua efígie. Uma estátua sua foi instalada no pátio interno da Santa Casa de Porto Alegre. Foi incluído no Panteão da Pátria e da Liberdade Tancredo Neves pela Lei 13.623 de 15 de janeiro de 2017.